# Династія Майтрака
Династія Майтрака — держава в Індії зі столицею в Валлабхі, яка існувала на території сучасного штату Гуджарат. Здобула незалежність в результаті занепаду імперії Гуптів наприкінці V ст. Тривалий час протистояла державам Чалук'я та Гуджара-Пратіхарам. На нетривалий час увійшла до імперії Харши. Згодом вимушена була відбивати напади арабських валі (намісників) Сінду, які суттєво послабили Майтраків й привели до занепаду.

## Історія
За однією з версій, предки засновників держави походили з клану майтраків, що належали до Місячної династії або династії Мітри, яка правила навколо Матхури. Інші дослідники вважають династію Майтраків нащадками східно-іранского племені. Можливо, є погодженість між цими версіями, оскільки в області Матхури існувало Індо-парфянське царство і держава північних кштарапів, нащадків східноіранського племені саків. Ймовірно згодом внаслідок війн з Гуптами деякі представники знаті перебралися на південь, де перейшли на службу гуптських імператорів.
Засновником держави став Бхатарка, командувач військом (сенапаті) та намісник півострова Саураштра при Пуругупті, якому між 470 та 475 роками вдалося стати незалежним володарем. Втім лише Кумарагупта II визнав його нове становище. Після цього Бхатарка переніс свою ставку до Валлабхі, яка стала столицею нової держави.
Політику щодо зміцнення держави продовжив наступний володар Дхарасена I, який уклав союз з могутнім махараджею Вакатаків — Ґарісхеною, який успішно боровся проти держави пізніх гуптів та правителів Декану. Цю ж політику продовжив Дронасінха, який підкорив усю територію сучасного Гуджарату.
Наступним магараджам Майтраків довелося вести запеклі війни з державами Малка, Калачурі і Кадамба. Втім Майтракам вдалося протягом 530-х років остаточно зайняти області Гуджарата, остаточно підкорено державу зі священним містом Дварка. Володар Гухасена відмовився від навіть номінального визнання влади Гуптів, розпочавши активну зовнішню політику, спрямовану на північ і південний схід, але стикнувся з протистоянням царства Маухара. В результаті наступний махараджа Дарасена II у 569 році вимушений був визнати владу останньої та відмовитися від титулу махараджахіраджа. Лише 589 або 590 році Майтраки відновили незалежну політику.
Піднесення відбувається в часи правління махараджіхіраджи Сіладітія I, який в союзі з Пулакешином II з династії Чалук'я переміг війська Маухари та Калачури, відновивши владу над Гуджаратом й захопивши західну Малву. В просуванні на північ Майтраки стикнулися з амбіціями північноіндійського правителя Харши, з яким вели успішні війни Караграха I і Дарасена III. Проте вже у 640 році Друвасена II вимушений був визнати зверхність Харши й одружитися з його донькою.
У 647 році невдовзі після смерті Харши Дарасена IV здобув незалежність, на честь чого прийняв титул парамабхаттараки махраджадхіраджа парамешвара чакравартін. Він зумів відновити усі втрачені володіння Майтраків в Гуджараті та Малві. Втім наступник — Друвасена III — не зміг зберегти досягнення Майтраків, потрапивши на початку 650-х років у залежність від держави Чалук'їв.
Лише на початку 660-х років Сіладітія II відновив самостійність, розпочавши боротьбу з Чалук'я за вплив на царство Полукачапо. У 677 році зафіксовано перший напад арабських загонів на володіння Майтраків. Але він не завдав суттєвої шкоди. Успіхи у боротьбі з зовнішніми ворогами сприяли новому піднесенню держави. її славу підтримав наступник Сіладітія III.
Разом з тим з початку 710-х років Майтраки зазнали низки поразок від Чалук'їв, що діяли в союзі з Полукачапо. У 735—736 роках зазнала потужного нападу арабських військ. що сплюндрували значну частину країни. Втім у битві при Валлабхі вдалося здобути тимчасову перемогу. Але лише завдяки підтримці Чалук'їв махараджахіраджа Сіладітія IV вигнав загарбників. Разом з тим збільшився вплив Чалук'їв на Майтраків. Все це суттєво послабило державу, у якій з'явився новий ворога — Гуджара-Пратіхари, з якими протягом 750—760-х років точилася війна за Малву. У 759 році почалася нова війна з арабами. Втім у морській битві біля узбережжя було здобуто перемогу над мусульманським флотом.
Втім протягом 760—770-х років ситуація погіршувалася постійною боротьбою з Гуджара-Пратіхара. У 776 році відбулося потужне вторгнення арабів, які захопив столицю Валлабхі, але вимушені були відступити внаслідок якоїсь епідемії. Проте централізоване управління було зруйновано — держава Майтраків розпалася. Нащадки Майтраків перетворилися у незначних регіональних правителів, про яких є згадки до 783 року.

## Державний устрій
Перші правителі йменували гуптським титулом сенапаті на кшталт військово-цивільного намісника або генерал-губернатора. Лише близько 502 року було прийнято титул махараджа. Водночас впроваджено урочисту церемонію сходження на трон та відповідні царські регалії. Близько 553 році перестали використовувати перед царським ім'ям формулу парамабхттарака паданувх'ята (як симовл номінальної зверхності Гуптів). Водночас прийнято титул махараджахіраджа (на кшталт імператора). Влада передавалася від батька до старшого сина, а потім між братами. В середині існування держави з'являється передача влади від батька до сина, а потім до його сина.

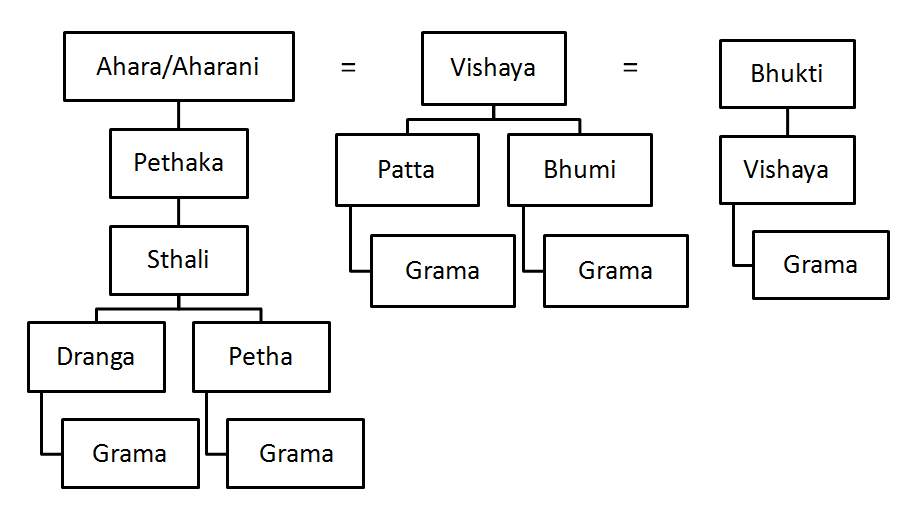
Адміністративний устрій Майтраки

Оскільки держава охоплювала різнорідні області (навіть Гуджарат тоді не був однорідним), а також землі в Малві, це відбилося на адміністративному устрої. На чолі провінції стояв раштрапаті (або амат'я), який керував провінцією ахара (на півострові Саурашта), в інших підвладних землях — вішая та вхукті. В неї входили менші території петака і стхалі. найменшим утворенням було село (грама)

## Економіка
Основою були ремесла та сільське господарство. Також було досить добре розвинені рибальство й торгівля. Мантраки намагалися відновити торговельні зв'язки з Близьким Сходом, що існували за часів Сатаваханів. Водночас було налагоджено карбування власних монет, яке відбувалося за типом монет часів Гуптів.

## Культура
У 535 році небога магараджи Друвасени I — Дудда — виділила кошти на спорудження в столиці Валлабхі буддійського монастиря, де згодом утворився своєрідний університет. Надалі здобув популярність як університет буддизму хінаяни. Володарі щедро фінансували підтримку свого університету. Вони всіляко заохочували і сприяли буддійській освіті в цьому навчальному закладі. Тут була велика бібліотека, підтримувана фондом, затвердженим махараджею, про що є свідчення у вигляді напису від царя Гухасени. В університеті Валлабхі перевага віддавалася доктрині Саммітіїв. У курс навчання входив порівняльний аналіз релігій. Разом з цим також викладалися шість систем індуїстської філософії, філософії інших шкіл буддизму, політика, юриспруденція, агрономія, економіка. Ї Цзін відзначав, що випускники університету демонстрували свої вміння в присутності представників царської влади, знаті та інших відомих людей. Старці Гунамоті і Стхіраматік, що вчилися в університеті в Наланді, тривалий час викладали в університеті Валлабхі. Вважається, що вони і були засновниками цього університету. З цієї причини система освіти і роботи була скопійована з Наланди.
Згідно з повідомленнями китайського мандрівника Сюаньцзана в Валлабхі було 100 буддійських монастирів, де проживало 6 тис. ченців. Разом з буддизмом правителі Майтраків підтримували індуїзм, поширений серед селян і ремісників. Також популярними був джайнізм та вайшнаїзм. За підтримки Друвасени I було створено священний текст джайнізму — «Калпа Сутра».

## Правителі
- Бхатарка (бл. 470 — бл. 492)
- Дарасена I (бл. 493 — бл. 499)
- Дронасінха (бл. 500 — бл. 520)
- Друвасена I (бл. 520 — бл. 550)
- Дарапатта (бл. 550 — бл. 556)
- Гухасена (бл. 556 — бл. 570)
- Дарасена II (бл. 570 — бл. 595)
- Сіладітія I (бл. 595 — бл. 615)
- Караграха I (бл. 615 — бл. 626)
- Дарасена III (бл. 626 — бл. 640)
- Друвасена II (бл. 640 — бл. 644)
- Дарасена IV (бл. 644 — бл. 651)
- Друвасена III (бл. 651 — бл. 656)
- Караграха II (бл. 656 — бл. 662)
- Сіладітія II (бл. 662—685)
- Сіладітія III (бл. 685—710)
- Сіладітія IV (бл. 710—740)
- Сіладітія V (бл. 740—762)
- Сіладітія VI (бл. 762—766)
- Сіладітія VII (бл. 766 — бл. 776)